# Hans Christoph Wohlrab
Hans Christoph Wohlrab, auch Hans-Cristof Wohlrab (* 1. Februar 1904 in Dresden; † 18. August 1997 in Los Angeles), war ein deutsch-amerikanischer Toningenieur.

## Leben und Wirken
Hans Christoph Wohlrab war der jüngste von drei Söhnen des Ministerialrats Hans Friedrich Karl Wohlrab (1863–1929) und dessen Frau Anna, geb. Enzmann (1873–1970). Er wuchs in Blasewitz bei Dresden auf, besuchte drei Jahre die dortige höhere Volksschule, dann das Staatsgymnasium in Dresden-Neustadt und danach bis 1922 die Fürsten- und Landesschule Sankt Afra in Meißen. Anschließend studierte er zunächst zwei Semester Rechtswissenschaften an der Universität Bonn. Ab 1923 studierte er Physik, Mathematik, Mineralogie und Chemie an der Universität Leipzig. Dort war er ein Schüler und Mitarbeiter des Physikers und Fernsehtechnikpioniers August Karolus. Karolus beschäftigte sich zu dieser Zeit unter anderem mit Versuchen zur Herstellung von Tonfilmen mittels Kerr-Zelle. 1929 wurde Wohlrab in Leipzig zum Dr. Phil promoviert, auf Anregung von Karolus hin mit einer Dissertation Über ein Verfahren zur photographischen Aufzeichnung elektrischer und akustischer Vorgänge.
Später arbeitete Wohlrab als Ingenieur für die Berliner Klangfilm GmbH, ein auf Tonfilmtechnik spezialisiertes Unternehmen, an dem AEG und Siemens & Halske A.G. die Hauptanteile hielten. Bei einem der ersten Tonfilme von Klangfilm, dem Kurzfilm Zirkus »Kater Murr« (1930), war Wohlrab für den Ton zuständig. Während des Zweiten Weltkriegs diente Wohlrab als Flieger-Stabsingenieur. 1942 veröffentlichte er in der Zeitschrift Luftwissen einen Artikel über Entwicklungsprobleme der Luftbild-Aufnahmegeräte. Nach dem Krieg arbeitete er in Karlsruhe wieder für Klangfilm bzw. Siemens, die inzwischen alle Anteile des Unternehmens aufgekauft hatten. Er beschäftigte sich unter anderem mit magnetischen Tonaufzeichnungsgeräten. Im Jahre 1948 meldete er zusammen mit Werner Jahn ein Patent für eine Magnetkopfanordnung für Magnettonbandgeräte an.
1955 bot Bell & Howell, ein US-amerikanischer Hersteller von filmtechnischem Geräten, Wohlrab eine leitende Position an. Im Folgejahr reiste er daraufhin mit seiner Familie in die Vereinigten Staaten aus. In Chicago arbeitete er als Research Director in der Professional Division von Bell & Howell. Dort forschte er weiterhin auf dem Gebiet des Tonfilms, unter anderem, um die Herstellung von Filmkopien zu verbessern. 1963 wurden er und zwei weitere Mitarbeiter von Bell & Howell mit einem Oscar für Wissenschaft und Entwicklung (Academy Scientific & Engineering Award) ausgezeichnet. Sie erhielten ihn für Design und Entwicklung eines neuartigen Druckers („automatic motion picture additive color printer“), mit dem Farbkinofilme kopiert werden konnten. 1966 reichte er mit Andrew Balint das Patent für eine Verriegelungsschaltung für ein Filmkopiergerät (Program tape discriminator) ein. 1968 wurde Wohlrab Director of Engineering bei der Hollywood Film Company, einem kalifornischen Hersteller von Equipment für Filmlabore.
1975 wurde Wohlrab von der Society of Motion Picture and Television Engineers (SMPTE) mit dem Herbert T. Kalmus Medal Award ausgezeichnet. Er erhielt ihn für seine Beiträge als Ingenieur zur Weiterentwicklung des Druck- und Tonaufnahmeequipments im Farbfilmbereich, die er im Laufe seiner 40-jährigen Karriere leistete. 1978 zeichnete ihn die Fernseh- und Kinotechnische Gesellschaft mit der Oskar-Messter-Medaille aus, die für besondere Verdienste in der Förderung der Kinotechnik verliehen wird.
Wohlrab starb mit 93 Jahren in Los Angeles. Sein Grab befindet sich im El Toro Memorial Park in Lake Forest.

## Publikationen
- Über ein Verfahren zur photographischen Aufzeichnung elektrischer und akustischer Vorgänge. Thomas & Hubert, Weida 1930.
- Der Lautstärkenumfang der Eurocord-Schrift. Klangfilm G.m.b.H., Berlin 1937.
- Entwicklungsprobleme der Luftbild-Aufnahmegeräte. In: Luftwissen Band 9 der Reihe Deutsche Luftwacht, Wissenschaftliche Gesellschaft für Luft- und Raumfahrt, E. S. Mittler, Februar 1942, S. 37–41. 
  - Sowie In: Zeitschrift für angewandte Photographie in Wissenschaft und Technik. 5, 1943, Heft 1, S. 1–7.
- A Multiple Magnetic Printing Equipment for CinemaScope. In: SMPTE Motion Imaging Journal.  Vol. 66, No. 4, 1957, S. 189–192.
- An automatic additive color printer. In: SMPTE Motion Imaging Journal.  Vol. 68, No. 7, 1959, S. 479–481.
- A New Continuous Additive Color Printer for High-Speed Production. In: SMPTE Motion Imaging Journal.  Vol. 75, No. 10, 1966, S. 990–993.
- Highlights of the History of Sound Recording on Film in Europe. In: SMPTE Motion Imaging Journal.  Vol. 85, No. 7, 1976, S. 531–533.

## Filmografie
- 1930: Zirkus »Kater Murr« (Kurzfilm)
- 1933: A Canção de Lisboa